# Séraphin Glagolevski
Pour les articles homonymes, voir Séraphin.
Métropolite Séraphin (né Stefan Vassilievitch Glagolevski, Стефан Васильевич Глаго́левский) fut métropolite de Moscou de 1819 à 1821.